# Maszkowa (obwód witebski)
Maszkowa (biał. Машкова; ros. Мошково; pol. hist. Moszkowo) – wieś na Białorusi, w obwodzie witebskim, w rejonie orszańskim, w sielsowiecie Piszczaława, przy drodze magistralnej M1.
Znajduje się tu przystanek kolejowy 11 km, położony na linii Orsza – Lepel.

## Historia
W XIX i w początkach XX w. położone było w Rosji, w guberni mohylewskiej, w powiecie orszańskim. Moszkowo było wówczas siedzibą zarządu gminnego (gmina Moszkowo obejmowała 180 miejscowości). Znajdowały się tu wówczas cerkiew prawosławna oraz szkoła. Oprócz wsi istniały dwa majątki ziemskie o tej nazwie - jeden własności Wasilewskich, drugi należący do Leńskich.
Następnie w granicach Związku Sowieckiego. Od 1991 w niepodległej Białorusi.